# Хенриксен, Бо
Бо Хенриксен (дат. Bo Henriksen; род. 7 февраля 1975, Роскилле) — датский футболист и футбольный тренер. В настоящее время он является главным тренером команды немецкой Бундеслиги «Майнц 05».
Хенриксен приобрёл известность как нападающий по выступлениям в своей родной стране, где он выиграл Датскую Суперлигу сезона 1999/2000 с «Херфёльге», так и в Англии, где он играл в Футбольной лиге в составе «Киддерминстер Харриерс».
C 2006 года находится на тренерской работе. Первые несколько лет был играющим тренером в ФК «Брёнсхёй», а с 2011 года полностью сосредоточился на деятельности тренера.

## Статистика тренера
| Клуб        | Начало работы   | Завершение работы | Показатели | Показатели | Показатели | Показатели | Показатели |
| Клуб        | Начало работы   | Завершение работы | М          | В          | Н          | П          | %          |
| ----------- | --------------- | ----------------- | ---------- | ---------- | ---------- | ---------- | ---------- |
| Брёнсхёй    | 15 декабря 2006 | 26 июня 2014      | 243        | 121        | 50         | 72         | 049,79     |
| Хорсенс     | 26 июня 2014    | 24 августа 2020   | 227        | 82         | 64         | 81         | 036,12     |
| Мидтьюлланн | 31 мая 2021     | 28 июля 2022      | 55         | 29         | 13         | 13         | 052,73     |
| Цюрих       | 10 октября 2022 | 13 февраля 2024   | 55         | 23         | 19         | 13         | 041,82     |
| Майнц 05    | 13 февраля 2024 | н.в.              | 50         | 22         | 15         | 13         | 044,00     |
| Итого       | Итого           | Итого             | 630        | 277        | 161        | 192        | 043,97     |